# Гней Корнелий Лентул Гетулик (консул)
Гней Корне́лий Ле́нтул Гету́лик (лат. Gnaeus Cornelius Lentulus Gaetulicus; родился около 8 года до н. э. — казнён в 39 году, Могонтиак, Верхняя Германия) — римский военный и политический деятель из знатного рода Корнелиев Лентулов, ординарный консул 26 года.

## Биография

### Происхождение
Гней принадлежал к знатному плебейскому роду Корнелиев Лентулов; известно, что его отец носил непривычный для римлян преномен — Косс, а в 1 году до н. э. он исполнял обязанности ординарного консула. В честь победы отца над гетулами Гней был удостоен почётного прозвания Гетулик (Gaetulicus).

### Гражданско-политическая карьера
Благодаря одной обнаруженной латинской надписи известно, что Гетулик входил в состав коллегии квиндецемвиров священнодействий. В 23 году он был назначен претором по делам иноземцев. В 25 году, будучи избран консулом на следующий год, Гней осудил некую Аквилию по Юлиеву закону о прелюбодеяниях. В 26 году, как некогда и его отец, занял должность ординарного консула.
Гетулик был близок к влиятельному префекту претория Сеяну и по совету Тиберия обручил свою дочь с его сыном. В 29—39 годах в ранге легата-пропретора управлял Верхней Германией. Гней приобрёл огромную популярность в армии благодаря своей доброжелательности и справедливости. В 34 году Гетулик был обвинён собственным легатом Абудием Рузоном в причастности к заговору Луция Элия Сеяна. По слухам, он направил Тиберию письмо, в котором сообщил, что будет полностью лоялен до тех пор, пока его не попытаются лишить провинции, и предложил заключить союз, согласно которому он сохранял бы командование и обеспечивал принцепсу полную военную поддержку. После этих событий Гней был оправдан, а его обвинитель — изгнан.
В 39 году Гетулик попал под подозрение из-за своей популярности в армии и был казнён по приказу Калигулы по обвинению в заговоре. Он был автором любовных эпиграмм и некоего исторического сочинения, льстивого по отношению к императору Калигуле.